# Teofilów (powiat tomaszowski)
Teofilów – wieś w Polsce położona w województwie łódzkim, w powiecie tomaszowskim, w gminie Inowłódz. Leży przy drodze krajowej nr .
W latach 1975–1998 miejscowość administracyjnie należała do województwa piotrkowskiego.
W Teofilowie znajdują się niemieckie bunkry typu Regelbau 701 i Ringstand 58c z czasów II wojny światowej oraz jedyna w Polsce czynna kopalnia eksploatująca halcedonit ze złoża „Teofilów”. 
Znajduje się tam również letnia rezydencja ostatniego cara Rosji Mikołaja II.